# Wonderland (MBTA-Station)
Wonderland ist eine U-Bahn-Station der Massachusetts Bay Transportation Authority (MBTA) in Revere im Bundesstaat Massachusetts der Vereinigten Staaten. Sie ist nördlicher Endbahnhof der Linie Blue Line.

## Geschichte
Bereits zum Ende des 19. Jahrhunderts wurde für die Boston, Revere Beach and Lynn Railroad eine Station mit dem Namen Bath House nördlich der Position der heutigen Station errichtet, jedoch musste die Gesellschaft im Zuge der Großen Depression ihren Geschäftsbetrieb 1940 einstellen. Am 19. Januar 1954 eröffnete dann zeitgleich mit den Stationen Beachmont und Revere Beach die Station Wonderland und bildete fortan die Endstation der nördlichen Erweiterung des East Boston Tunnel, der 1967 in Blue Line umbenannt wurde. Die ursprünglichen Pläne sahen vor, die Station ebenfalls Bath House zu nennen, jedoch wurde schließlich in Anlehnung an den nahegelegenen Wonderland Amusement Park bzw. den später am gleichen Standort aktiven Wonderland Greyhound Park der aktuelle Name gewählt.
Aufgrund des Big Dig wurde die MBTA gerichtlich dazu gezwungen, die höhere Schadstoffbelastung durch den gestiegenen Kraftverkehr zu kompensieren. Als Teil einer Vielzahl diesbezüglicher Maßnahmen wurde an der Station Wonderland mit Mitteln des American Recovery and Reinvestment Act für insgesamt 53,5 Millionen US-Dollar von 2010 bis 2012 das Wonderland Intermodal Transit Center errichtet, zu dessen Anlagen ein Parkhaus mit fast 1.500 Parkplätzen, ein neues Busterminal, Abstellplätze für Fahrräder und verbesserte Fußgängerwege gehören.

## Bahnanlagen

### Gleis-, Signal- und Sicherungsanlagen
Der U-Bahnhof verfügt über insgesamt zwei Gleise, die über zwei Seitenbahnsteige zugänglich sind.

### Gebäude
Der U-Bahnhof befindet sich an der Adresse 1300 North Shore Road (Massachusetts Route 1A) direkt am Revere Beach und ist vollständig barrierefrei zugänglich.

## Umfeld
An der Station besteht eine Anbindung an 12 Buslinien der MBTA. Da sie vorwiegend als Park-and-ride-Station genutzt wird, stehen insgesamt 1.852 kostenpflichtige Parkplätze zur Verfügung.

## Trivia
Die Station stellt im Film Next Stop Wonderland aus dem Jahr 1998 das namengebende Ziel der Hauptcharaktere dar.